# Hadykówka
Hadykówka – wieś w Polsce położona w województwie podkarpackim, w powiecie kolbuszowskim, w gminie Cmolas.
W latach 1975–1998 miejscowość administracyjnie należała do województwa rzeszowskiego.
Hadykówka posiada jedne z najwartościowszych w Polsce, jednorodne złoża iłów, tzw. krakowieckich, które podczas formowania, suszenia, a następnie wypalania nadają wyrobom bardzo dobre właściwości wytrzymałościowe, akustyczne, ekologiczne, jak i wizualne. W miejscowości znajduje się nieczynny od 2014 roku zakład ceramiki budowlanej.
Nazwy części wsi (przysiółki): Góra, Kasicówka.
Nazwy obiektów fizjograficznych:
- las - Brzezina, Herszków, Księży,
- pole - Dworskie, Góry, Poręba, Wał, Zawale,
- łąki - Olszyny,
- staw - Na Karczmisku,
- zagajnik - Góry, Olszyny.

W latach 1985–1987 wybudowano w Hadykówce kościół filialny pw. Matki Bożej Nieustającej, należący do parafii Przemienienia Pańskiego w Cmolasie.
W Hadykówce znajduje się źródło strugi Smarkata.

## OSP
W Hadykówce aktywnie służy, założona w 1953 roku Ochotnicza Straż Pożarna. Aktualnie zrzesza około 35 członków. Na wyposażeniu straży znajduje się GLBM na podwoziu Opel Movano z zabudowie Dragon, numer operacyjny 457[R]35. Jest to lekki samochód gaśniczy z motopompą, ze zbiornikiem wodnym o pojemności 1000 litrów, przystosowany do ratownictwa technicznego.

## Sport
W Hadykówce działa, założony w 2002, klub piłkarski - LZS Ceramika Hadykówka. W sezonie 2025/2026 występuje w klasie B grupa Rzeszów VII - Kolbuszowa.